# Pallacanestro Brescia 2020-2021
Questa voce raccoglie le informazioni riguardanti la Pallacanestro Brescia nelle competizioni ufficiali della stagione 2020-2021.

## Stagione
La stagione 2020-2021 della Pallacanestro Brescia sponsorizzata Germani, è la 5ª nel massimo campionato italiano di pallacanestro, la Serie A.
Per la composizione del roster si decise di cambiare la scelta della formula, passando a quella con 6 giocatori stranieri senza vincoli.

## Roster
Aggiornato al 26 settembre 2019.
| Germani Brescia Leonessa 2020-2021 | Germani Brescia Leonessa 2020-2021 |
| Giocatori                          | Staff tecnico                      |
| ---------------------------------- | ---------------------------------- |

| N. | Naz.                                           | Ruolo | Nome               | Anno | Alt.   | Peso   |  |
| -- | ---------------------------------------------- | ----- | ------------------ | ---- | ------ | ------ |  |
| 5  | Italia (bandiera)                              | G     | Alessandro Bertini | 2002 | 194 cm | 88 kg  |  |
| 6  | Stati Uniti (bandiera) · Israele (bandiera)    | AG    | T.J. Cline         | 1994 | 206 cm | 104 kg |  |
| 7  | Italia (bandiera)                              | P     | Luca Vitali        | 1986 | 201 cm | 85 kg  |  |
| 8  | Italia (bandiera)                              | PG    | Salvatore Parrillo | 1992 | 192 cm | 92 kg  |  |
| 11 | Canada (bandiera)                              | P     | Kenny Chery        | 1992 | 180 cm | 82 kg  |  |
| 12 | Italia (bandiera)                              | G     | Giordano Bortolani | 2000 | 193 cm | 85 kg  |  |
| 16 | Italia (bandiera)                              | C     | Daniele Magro      | 1987 | 208 cm | 112 kg |  |
| 19 | Stati Uniti (bandiera) · Portogallo (bandiera) | AG    | Jeremiah Wilson    | 1988 | 204 cm | 104 kg |  |
| 21 | Serbia (bandiera)                              | C     | Dušan Ristić       | 1995 | 213 cm | 112 kg |  |
| 21 | Stati Uniti (bandiera)                         | AC    | Darral Willis      | 1996 | 206 cm | 102 kg |  |
| 22 | Stati Uniti (bandiera)                         | GA    | Drew Crawford      | 1990 | 196 cm | 95 kg  |  |
| 23 | Stati Uniti (bandiera) · Italia (bandiera)     | AC    | Christian Burns    | 1985 | 203 cm | 110 kg |  |
| 24 | Stati Uniti (bandiera)                         | G     | Tyler Kalinoski    | 1992 | 193 cm | 82 kg  |  |
| 34 | Stati Uniti (bandiera)                         | GA    | David Moss (C)     | 1983 | 196 cm | 100 kg |  |
| 41 | Italia (bandiera)                              | A     | Brian Sacchetti    | 1986 | 200 cm | 100 kg |  |
| 45 | Italia (bandiera)                              | C     | Andrea Ancellotti  | 1988 | 212 cm | 100 kg |  |
| -  | Italia (bandiera)                              | P     | Tommaso Vecchiola  | 2004 |        |        |  |

| Allenatore |
| - Vincenzo Esposito (fino al 1 dicembre) - Maurizio Buscaglia (dal 1 dicembre)                                    |
| Assistente/i |
| - Gianpaolo Alberti - Giacomo Baioni - Matteo Cotelli Legenda - (C) Capitano - (IN) Inattivo - Infortunato Roster |

## Mercato

### Sessione estiva
| Acquisti | Acquisti           | Acquisti        | Acquisti   | Acquisti |
| R.       | Nome               | da              | Modalità   |          |
| -------- | ------------------ | --------------- | ---------- | -------- |
| G        | Tyler Kalinoski    | Bandırma B.İ.K. | svincolato |          |
| P        | Kenny Chery        | Nanterre 92     | svincolato |          |
| G        | Giordano Bortolani | Olimpia Milano  | prestito   |          |
| AC       | Christian Burns    | Olimpia Milano  | svincolato |          |
| GA       | Drew Crawford      | Olimpia Milano  | svincolato |          |
| G        | Salvatore Parrillo | G.M. OrziBasket | svincolato |          |
| AG       | T.J. Cline         | Hapoel Holon    | svincolato |          |
| C        | Dušan Ristić       | Stella Rossa    | prestito   |          |
| C        | Andrea Ancellotti  | Latina Basket   | svincolato |          |
| C        | Daniele Magro      | Dinamo Sassari  | svincolato |          |

| Cessioni | Cessioni           | Cessioni         | Cessioni       | Cessioni |
| R.       | Nome               | a                | Modalità       |          |
| -------- | ------------------ | ---------------- | -------------- | -------- |
| AP       | Awudu Abass        | Virtus Bologna   | fine contratto |          |
| AC       | Andrea Zerini      | Napoli Basket    | fine contratto |          |
| PG       | DeAndre Lansdowne  | Strasburgo       | fine contratto |          |
| P        | Tommaso Laquintana | Pall. Trieste    | fine contratto |          |
| A        | Ken Horton         | S.P. Burgos      | fine contratto |          |
| C        | Tyler Cain         | V.L. Pesaro      | rescissione    |          |
| C        | Tommaso Guariglia  | U.C.C. Piacenza  | rescissione    |          |
| P        | Travis Trice       | Free agent       | fine contratto |          |
| G        | Marco Ceron        | Scaligera Verona | fine contratto |          |

### Dopo l'inizio della stagione
| Acquisti | Acquisti           | Acquisti         | Acquisti        | Acquisti   |
| R.       | Nome               | da               | Data            | Modalità   |
| -------- | ------------------ | ---------------- | --------------- | ---------- |
| ALL      | Maurizio Buscaglia | Pall. Reggiana   | 1 dicembre 2020 | svincolato |
| AC       | Darral Willis      | Monaco           | 21 gennaio 2021 | svincolato |
| AG       | Jeremiah Wilson    | Al-Ittihad Gedda | 27 gennaio 2021 | svincolato |

| Cessioni | Cessioni          | Cessioni         | Cessioni          | Cessioni             |
| R.       | Nome              | a                | Data              | Modalità             |
| -------- | ----------------- | ---------------- | ----------------- | -------------------- |
| C        | Daniele Magro     | Free agent       | 25 settembre 2020 | fine contratto       |
| AG       | T.J. Cline        | Maccabi Tel Aviv | 24 gennaio 2021   | definitivo           |
| C        | Dušan Ristić      | Stella Rossa     | 27 gennaio 2021   | rescissione prestito |
| C        | Andrea Ancellotti | Treviglio        | 12 febbraio 2021  | rescissione          |